# Улица Грота
Улица Гро́та — улица в Петроградском районе Санкт-Петербургa. Проходит от Песочной набережной до улицы Профессора Попова.
Названа в честь русского государственного деятеля Константина Карловича Грота (1814—1897), писателя, создателя русской азбуки Брайля и организатора в России сети школ для слепых.

## История

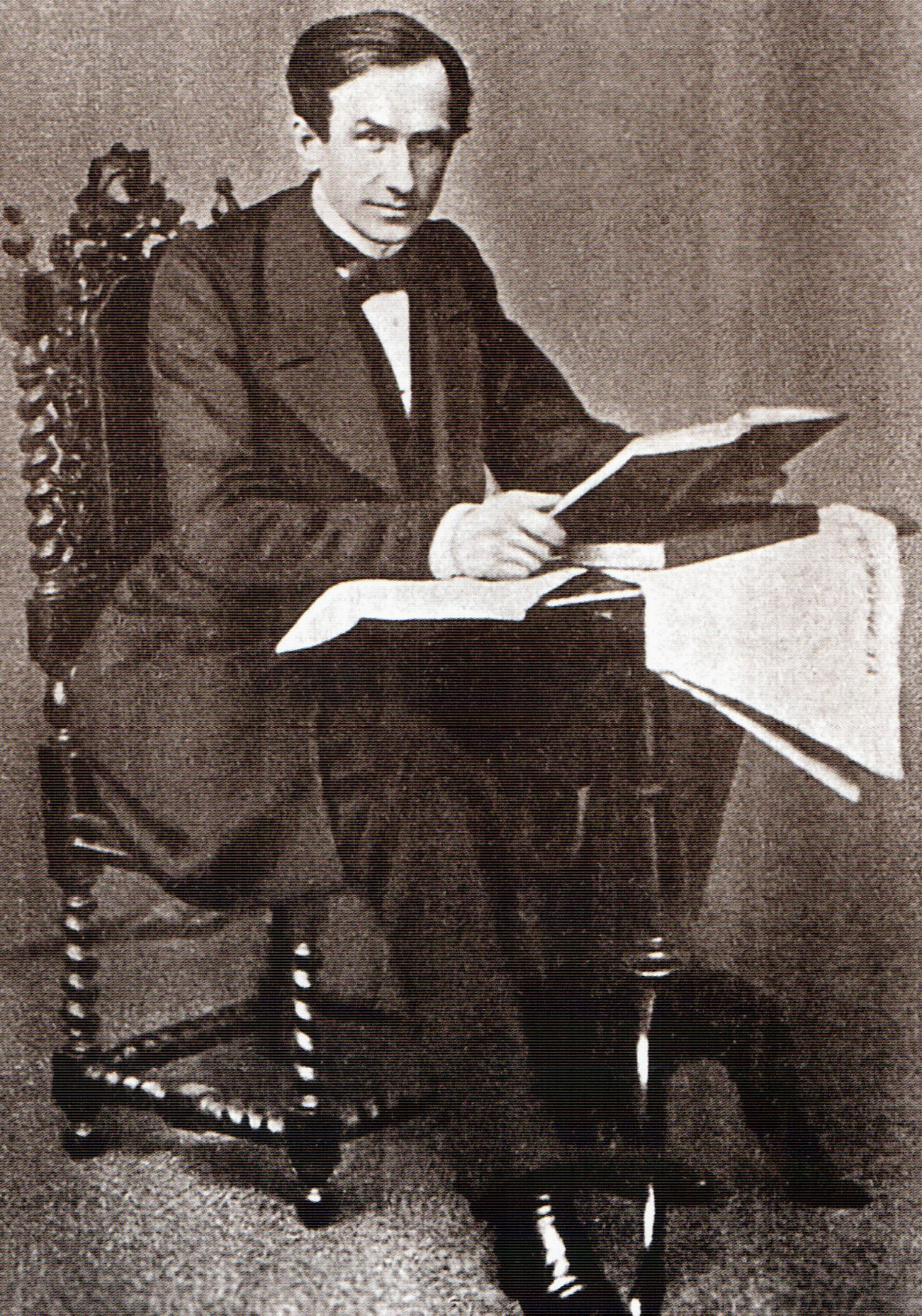
К. К. Грот

С 1849 года являлась частью Песочной улицы (ныне улица Профессора Попова). В 1903 году Песочная улица была продлена на запад, и 12 июня 1903 года улица Грота получила своё собственное название, связанное с тем, что в доме 6 на этой улице располагалась школа Константина Грота для слепых. Улица тогда проходила от Песочной набережной до набережной реки Карповки. В конце 1950-х годов длина улицы сократилась до современных пределов.

## Достопримечательности

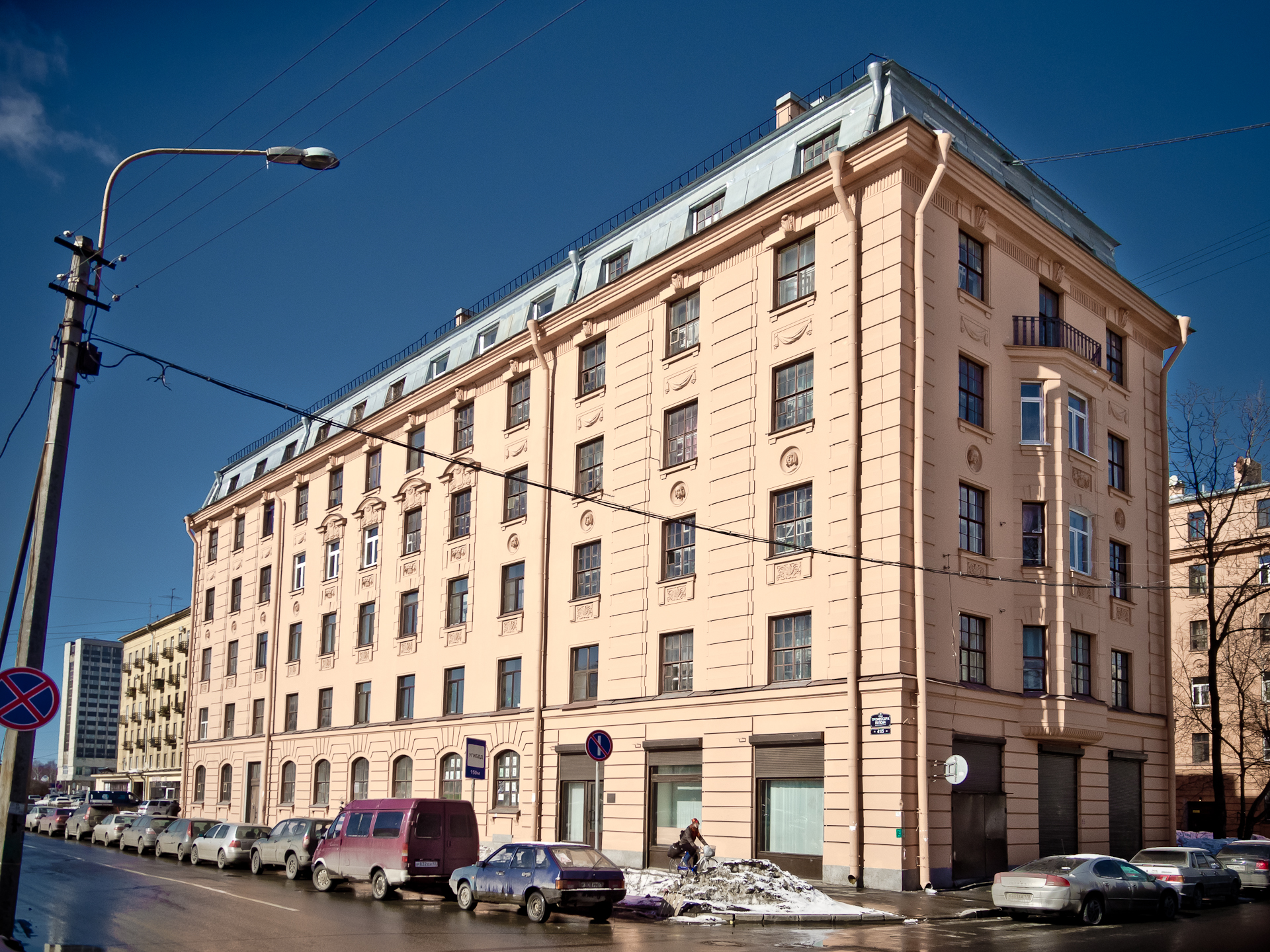
Жилой дом служащих Азовско-Донского банка на углу ул. Грота и ул. Профессора Попова

- Дом 1-3 — дом, построенный как часть жилмассива «Соцстрой» в начале 1930-х годов по проекту архитектора Е. А. Левинсона в стиле конструктивизма.
- Дом 2 (Песочная набережная, д. 16) — дом художников. Построен в 1961 году по проекту А. И. Лапирова. Здесь с 1961 по 1997 год жил М. К. Аникушин; имеется мемориальная доска. В этом же доме жили и работали в 1960—1990 годы художники С. И. Осипов, Н. Е. Тимков, Б. В. Корнеев, М. А. Канеев, А. Г. Ерёмин, С. Г. Невельштейн, П. П. Белоусов, В. И. Овчинников, М. П. Труфанов, М. Д. Натаревич, А. Н. Семёнов и другие[2].
- Дом 5 (улица Профессора Попова, д. 41) — жилой дом служащих Азовско-Донского банка, построен в 1914—1915 годах по проекту архитектора Ф. И. Лидваля. Это одна из последних построек выдающегося архитектора в Санкт-Петербурге.  памятник архитектуры (вновь выявленный объект)[3]
- Дом 6 (улица Профессора Попова, д. 39) — дом в комплексе зданий Мариинского попечительства о слепых (председателем этого попечительства был К. К. Грот): приют слепых женщин в память Елизаветы Кудюра, учреждённый на деньги купеческой дочери П. П. Кудюра[4]. Приют был открыт в 1904 году. Здание построено по проекту архитектора В. А. Лучинского в кирпичном стиле.  памятник архитектуры (вновь выявленный объект)[3]

## Транспорт
- Ближайшая станция метро — «Петроградская»
- Ближайшие остановки общественного транспорта обслуживает автобусный маршрут № 25.

## Пересечения
- Песочная набережная
- улица Профессора Попова